# Royce Simmons
Pas d'image ? Cliquez ici

a Compétitions nationales et continentales officielles uniquement.

b Matchs officiels uniquement.
Royce Simmons, né le 2 mai 1959 à Gooloogong (Australie), est un joueur et entraîneur de rugby à XIII australien évoluant au poste de talonneur ou de troisième ligne. Il ne connaît dans sa carrière de joueur qu'un seul club, les Panthers de Penrith, entre 1980 et 1991. Rapidement reconnu comme l'un des meilleurs joueurs du Championnat de Nouvelle-Galles du Sud , il est désigné meilleur talonneur et meilleur capitaine en 1984. Associé à Gregory Alexander, ils emmènent le club en finale du Championnat en 1990 puis à la victoire en 1991 contre Canberra, il marque deux essais au cours de cette dernière finale.
Parallèlement, il participe au State of Origin avec l'équipe de Nouvelle-Galles du Sud avec un succès 1986. Enfin, il côtoie l'équipe d'Australie avec laquelle il est vainqueur de la Coupe du monde en 1988.
Après sa carrière de joueur, il devient entraîneur. Après une première expérience en Angleterre avec Hull FC, il devient entraîneur de Penrith entre 1994 et 2001. Il reprendre la tête du club de St Helens en 2011 durant deux saisons avec laquelle il est finaliste de la Super League en 2011.

## Palmarès

### En tant que joueur
- Collectif :
  - Vainqueur de la Coupe du monde : 1988 (Australie).
  - Vainqueur du State of Origin : 1986 (Nouvelle-Galles du Sud ).
  - Vainqueur du Championnat de Nouvelle-Galles du Sud : 1991 (Penrith).
  - Finaliste du Championnat de Nouvelle-Galles du Sud : 1990 (Penrith).

- Individuel : 
  - Élu meilleur talonneur du Championnat de Nouvelle-Galles du Sud : 1984 (Penrith).
  - Élu meilleur capitaine du Championnat de Nouvelle-Galles du Sud : 1984 (Penrith).

### En tant qu'entraîneur
- Collectif :
  - Finaliste de la Super League : 2011 (St Helens).